# Calyptella totara
Calyptella totara är en svampart som först beskrevs av Gordon Herriot Cunningham, och fick sitt nu gällande namn av W.B. Cooke 1961. Calyptella totara ingår i släktet Calyptella och familjen Marasmiaceae.   Inga underarter finns listade i Catalogue of Life.